# Georg Pulheim
Georg Pulheim (* 25. Mai 1915 in Köln; † 31. Dezember 1996) war ein deutscher Ringer.

## Werdegang
Georg Pulheim erlernte das Ringen bei der Reichsbahn-Sport-Gemeinschaft „Olympia“ Köln. Ende der 1930er Jahre bildete er dort mit Heinrich Nettesheim und Ferdinand Schmitz das berühmte „Kölner Ringer-Kleeblatt“, das Deutschland bei den Europameisterschaften 1939 in Oslo vertrat. In die deutsche Spitzenklasse stieß er 1934 vor, als er bei den deutschen Meisterschaften 1934 im Federgewicht, Freistil, den dritten Platz belegte. 1936 war Pulheim für die Olympischen Spiele in Berlin nominiert, als er wegen einer verschleppten Grippe einen Blutsturz erlitt und mehrere Monate im Krankenhaus verbringen musste. So blieb der Start bei der EM 1939 sein einziger Einsatz bei einer internationalen Meisterschaft.
Nach Ende seiner aktiven Sportlaufbahn arbeitete Pulheim ab den 1950er Jahren als Trainer, unter anderem in Luxemburg, den Niederlanden und der Schweiz. Anschließend wurde er NRW-Landestrainer.

## Internationale Erfolge
- 1939, 4. Platz, Europameisterschaft in Oslo, griechisch-römischer Stil, Bantamgewicht, mit Siegen über Johanssen, Dänemark und Stokke, Norwegen und Niederlagen gegen Kiiseli, Finnland und Kurt Pettersén, Schweden.

In 17 Länderkämpfen für Deutschland kam Pulheim zu zwölf Siegen.

## Nationale Erfolge
Georg Pulheim wurde deutscher Meister im griechisch-römischen Stil 1939, 1941 und 1942 (immer im Bantamgewicht) und im freien Stil 1938 (Federgewicht) und 1940, 1941 und 1942 im Bantamgewicht. Seine härtesten Konkurrenten waren dabei Justin Gehring, Friesenheim, Fritz Bischoff, Dortmund und Philipp Allraum, Mannheim.